# قرار مجلس الأمن التابع للأمم المتحدة رقم 233
تم اعتماد قرار مجلس الأمن التابع للأمم المتحدةرقم 233، في 6 يونيو 1967، بعد تقرير شفوي من الأمين العام بشأن اندلاع القتال والوضع في الشرق الأدنى، ودعا المجلس الحكومات المعنية إلى اتخاذ جميع التدابير للوقف الفوري لجميع الأنشطة العسكرية في المنطقة وطلب أن يظل الأمين العام مجلس الأمن على اطّلاع فوري بمستجدات الوضع. تم اعتماد القرار بالإجماع دون مناقشة.